# Tour Gerbrandy
52° 00′ 35″ N, 5° 03′ 13″ E
La tour Gerbrandy (en néerlandais : Gerbrandytoren) est une tour de radio et télédiffusion située entre les villes de Lopik et IJsselstein, aux Pays-Bas. Avec une hauteur totale de 375 m, il s'agit de la 3eplus haute structure d'Europe occidentale (après les émetteurs de Hellisandur en Islande et de Belmont au Royaume-Uni).
Elle porte le nom de Pieter Gerbrandy, premier ministre des Pays-bas pendant la Seconde Guerre mondiale.

## Caractéristiques
La tour Gerbrandy fut construite en 1961 et sert à la diffusion de chaînes de radio et de télévision.
Elle est constituée d'un tour de béton de 100 m de haut sur laquelle est fixé un mât stabilisé par des câbles. Originellement, la hauteur totale de la tour était de 382,5 m mais elle fut réduite à 375 m en 1987.

## Décoration
Pendant la période de Noël, des lampes sont placées sur les câbles qui retiennent le mât afin de créer le plus grand arbre de Noël au monde.